# نلیو (بازیکن فوتبال، زاده ۱۹۴۳)
نلیو دوس سانتوس پریرا (پرتغالی: Nélio؛ زادهٔ ۸ دسامبر ۱۹۴۳) بازیکن فوتبال اهل برزیل بود.
از باشگاه‌هایی که در آن بازی کرده‌است می‌توان به باشگاه فوتبال فلومیننزه اشاره کرد.